# أليساندرو بوديل
أليساندرو بوديل (بالإيطالية: Alessandro Budel)‏ (مواليد 25 فبراير 1981 في باسيليو - إيطاليا) لاعب كرة قدم إيطالي يلعب حاليا لصالح نادي الدرجة الأولى بارما الإيطالي منذ 2008 في مركز الوسط المدافع .

## روابط خارجية
- أليساندرو بوديل على موقع قاعدة بيانات كرة القدم.إي يو (الإنجليزية)
- أليساندرو بوديل على موقع Soccerway.com (الإنجليزية)
- أليساندرو بوديل على موقع عالم كرة القدم.نت (الإنجليزية)
- أليساندرو بوديل على موقع كووورة